# Naturschutzgebiet Kleiner Krebssee
Koordinaten: 53° 57′ 21,3″ N, 14° 6′ 38,2″ O

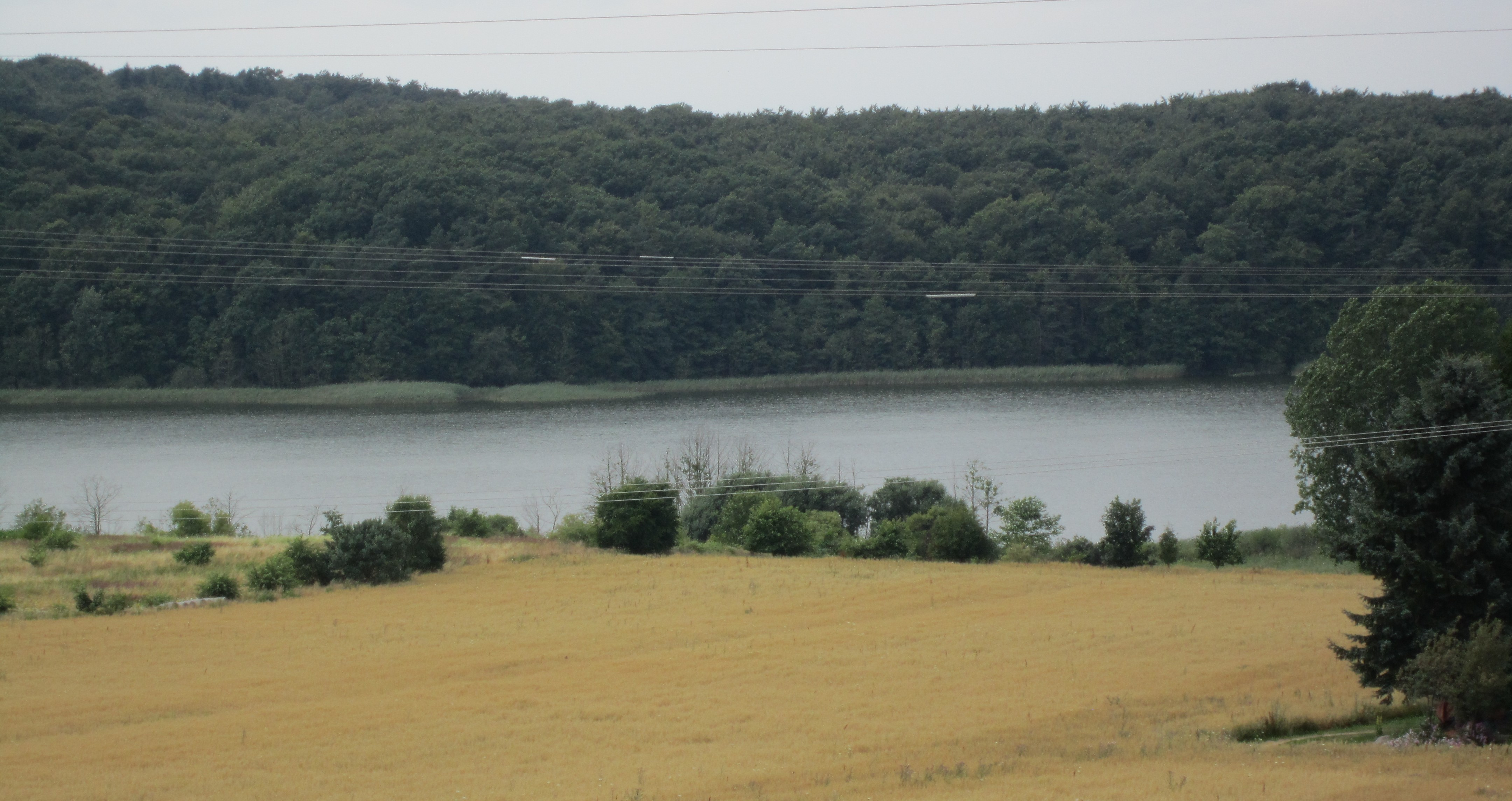
Kleiner Krebssee, vom Aussichtsturm Alt Sallenthin aus betrachtet

Das Naturschutzgebiet Kleiner Krebssee ist ein 50 Hektar umfassendes Naturschutzgebiet im Naturpark Insel Usedom in Mecklenburg-Vorpommern. Es befindet sich südwestlich von Bansin und wurde am 13. März 1996 ausgewiesen. Der Kleine Krebssee liegt zusammen mit dem Großen Krebssee in einem Gletscherzungenbecken innerhalb des Stauchmoränenzuges zwischen Bansin und Benz. Der Gebietszustand wird als unbefriedigend eingeschätzt, da sich der ursprünglich nährstoffarme Klarwassersee durch Einleitung von Abwässern und Fischproduktion zu einem eutrophen See gewandelt hat. Eine Einsichtnahme in die Flächen ist nur von einem Waldweg am Westrand des Gebiets möglich.

## Pflanzen- und Tierwelt
An der Westseite des Sees reichen bewaldete Steilhänge mit Buchenwald bis an das Ufer heran. Am Ostufer schließt sich ackerbaulich genutztes, sanft ansteigendes Gelände an. Die im Süden liegenden Hänge weisen Trockenvegetation auf, die mit Ginster und Kleingehölzen bestanden sind. Hervorhebenswerte Brutvögel im Gebiet sind Zwerg- und Schwarzhalstaucher, Karmingimpel, Knäkente und Rotmilan.